# Rhizotrogus angelesae
Rhizotrogus angelesae är en skalbaggsart som beskrevs av Eduardo Galante 1983. Rhizotrogus angelesae ingår i släktet Rhizotrogus och familjen Melolonthidae. Inga underarter finns listade i Catalogue of Life.